# Награда „Златни беочуг”
Златни беочуг је годишња награда коју додељује Културно-просветна заједница Београда за трајни допринос култури Београда. Ово престижно признање установљено је 1970. године и додељује се уметницима, ствараоцима, научницима, ансамблима, организацијама и установама који су својим радом и деловањем обогатили и унапредили духовни и културни живот главног града Србије.

## О награди

### Историјат и оснивачи
Награда "Златни беочуг" утемељена је 1970. године од стране Културно-просветне заједнице Београда. Творци ове награде, који су дали значајан допринос њеном осмишљавању и концепцији, били су песник Васко Попа, који је и предложио име награде, сликар и сценограф Радомир Стевић Рас, и Јевта Јевтовић, дугогодишњи секретар Културно-просветне заједнице Београда.

### Сврха и критеријуми
"Златни беочуг" се додељује појединцима и институцијама за остварена вредна достигнућа која трајно доприносе култури Београда у најширем смислу – у уметности, науци, образовању, информисању, као и за неговање духовних вредности и очување културног наслеђа. Награда има за циљ да истакне и вреднује континуирани рад и посвећеност оних који доприносе успешнијем и богатијем духовном животу града.
Признање се може доделити за животно дело или за значајна остварења у одређеном периоду.

### Опис награде
Награда се састоји од бронзане плакете (беочуга) и повеље. Постоји и "Изузетни Златни беочуг" који се додељује за посебне заслуге.

## Додељивање
Одлуку о добитницима "Златног беочуга" доноси жири састављен од истакнутих личности из света културе, уметности и науке, на предлог институција, удружења и појединаца. Награда се традиционално уручује на свечаности која се обично одржава у Народном позоришту у Београду.

## Значај
"Златни беочуг" представља једно од најважнијих признања у области културе у Београду. Кроз више од пола века постојања, ова награда је постала симбол вредновања трајних доприноса културном животу града и подстицај за даљи рад и стваралаштво. Добитници ове награде чине значајан део културне историје Београда.

## Добитници
Током година, велики број истакнутих појединаца и институција добио је "Златни беочуг". Међу њима су уметници, научници, новинари, педагози, ансамбли, позоришта, музеји, галерије, библиотеке и друге организације.
Неки од добитника (илустративно, по годинама када су вести објављене):
- 2013. година: Александар Берчек, Милорад Димитријевић, Миодраг Стојановић.[3]
- 2015. година: Бранко Милићевић Коцкица, Новинска агенција Танјуг, Милена Дравић.[4]
- 2016. година: Сека Саблић, Миња Субота, Филмске новости.[5]
- 2020. година: Светислав Гонцић, Милена Зупанчић, Радио Београд.[6]
- 2022. година: Славко Штимац, Радио-телевизија Србије, Ирфан Менсур.[7]
- 2024. година: Вук Костић, Иван Томашев, Удружење музичких и балетских педагога.[8]
- 2025. година: Неда Украден, Ива Штрљић, Саша Мирковић, Бранислав Томашевић, Калина Ковачевић.[9]